# Plasma Observatory
Plasma Observatory (Observatoire du plasma) est une mission en cours d'évaluation en 2023 par l'Agence spatiale européenne dont l'objectif est d'étudier l'environnement des particules chargées électriquement (appelé plasma) autour de la Terre. Ses objectifs sont de déterminer comment les particules sont énergisées et d'identifier les processus principaux qui transportent l'énergie et les interactions entre les différentes régions de la magnétosphère terrestre. Pour remplir ces objectifs, la mission utilise sept satellites distincts (un engin mère et 6 engins filles) qui seront placés sur des orbites terrestres. Si la mission est sélectionnée, elle sera lancée au milieu de la décennie 2030. 

## Sélection de la mission
Plasma Observatory fait partie des 27 propositions de mission soumises en décembre 2021 en réponse à l'appel à propositions de la mission M7 du programme Cosmic Vision. De janvier à septembre 2023, cinq de ces projets passent par une phase 0 dont l'objectif est de détailler les retours scientifiques attendus et de produire une étude de conception préliminaire de la mission. Le 8 novembre 2023, trois missions sont finalement retenues pour la dernière phase de la sélection : ce sont Plasma Observatory,  THESEUS, un observatoire spatial qui doit recenser et localiser avec une grande précision les phénomènes célestes transitoires, en particulier les sursauts gamma, et M-Matisse qui doit étudier l'évolution et l'habitabilité de la planète Mars. Les trois projets entrent dans la phase A qui comprend une phase d'étude détaillée par deux sociétés aérospatiales. Le processus de sélection doit désigner la mission lauréate mi-2026. L'objectif est de lancer celle-ci au milieu de la décennie 2030,.